# Liste der Biografien/Greb
Liste der Biografien |
Portal Biografien |
Personensuche
# |
A |
B |
C |
D |
E |
F |
G |
H |
I |
J |
K |
L |
M |
N |
O |
P |
Q |
R |
S |
T |
U |
V |
W |
X |
Y |
Z |
?
 
Ga |
Gb |
Gc |
Gd |
Ge |
Gf |
Gh |
Gi |
Gj |
Gk |
Gl |
Gm |
Gn |
Go |
Gp |
Gq |
Gr |
Gs |
Gu |
Gv |
Gw |
Gy |
Gz
 
Gra |
Grb–Grd |
Gre |
Grg |
Gri |
Grj |
Grk |
Grl |
Grm |
Gro |
Grs |
Gru |
Gry |
Grz
 
Grea |
Greb |
Grec |
Gred |
Gree |
Gref |
Greg |
Greh |
Grei |
Grek |
Grel |
Grem |
Gren |
Grep |
Gres |
Gret |
Greu |
Grev |
Grew |
Grey |
Grez
Die Liste der Biografien führt alle Personen auf, die in der deutschsprachigen Wikipedia einen Artikel haben. Dieses ist eine Teilliste mit 88 Einträgen von Personen, deren Namen mit den Buchstaben „Greb“ beginnt.

## Greb
- Greb, Anja (* 1969), deutsche Taekwondo-Kämpferin, Inlinehockey-Nationalspielerin, Eishockeyspielerin
- Greb, Benny (* 1980), deutscher Schlagzeuger und KomponistBenny Greb (* 1980)

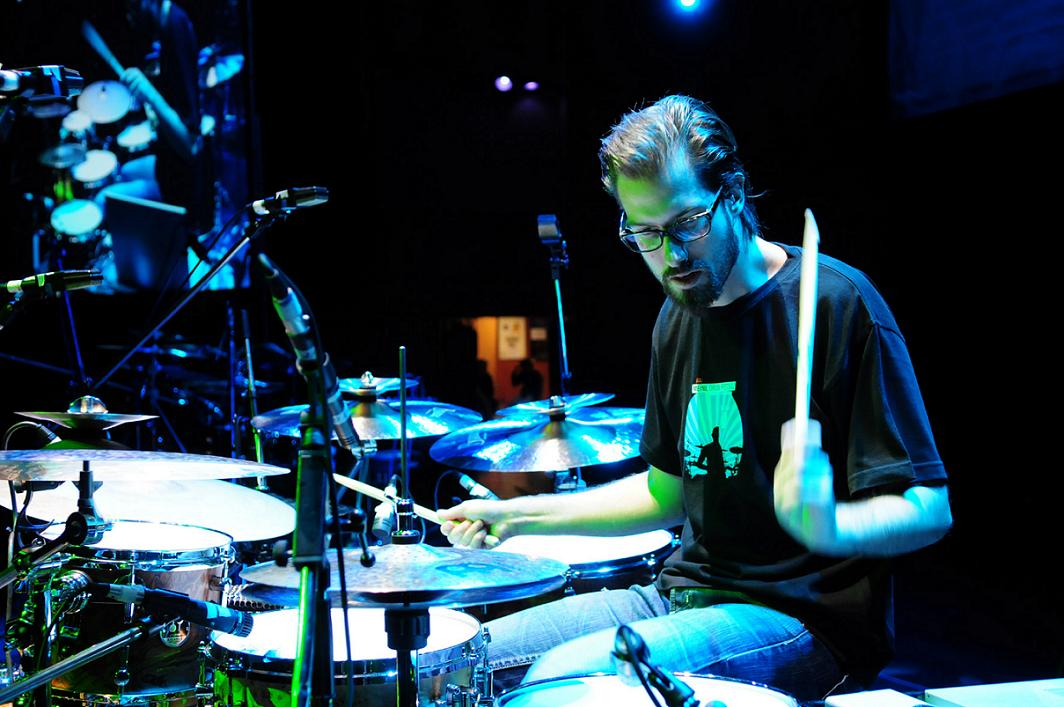
Benny Greb (* 1980)

- Greb, Harry (1894–1926), US-amerikanischer Mittelgewichtsboxer
- Greb, Juliane (* 1985), deutsche Architektin
- Greb, Ulrike (* 1953), deutsche Pädagogin
- Greb, Wilhelm (1898–1947), Landtagsabgeordneter Volksstaat Hessen

### Greba
- Grebak, Lena (* 1991), dänische Badmintonspielerin
- Gréban, Arnoul († 1485), französischer Autor, Theologe, Sänger, Organist und Dramaturg
- Grebasch, Klaus (* 1947), deutscher Fußballspieler
- Grébaut, Sylvain (1881–1955), französischer Geistlicher und Äthiopist

### Grebb
- Grebber, Maria de, niederländische Malerin
- Grebber, Pieter de, niederländischer Maler

### Grebe
- Grebe, Adolf (1911–1981), deutscher Fußballspieler
- Grebe, Anja (* 1968), deutsche Kunsthistorikerin, Autorin und Professorin in Wien/Krems
- Grebe, Camilla (* 1968), schwedische Betriebswirtin und Schriftstellerin
- Grebe, Carl (1816–1890), deutscher Forstmann und Hochschullehrer
- Grebe, Ernst Wilhelm (1804–1874), deutscher Mathematiker
- Grebe, Friedrich (1873–1931), deutscher Lehrer und Politiker (Zentrum), MdL
- Grebe, Fritz (1850–1924), deutscher Maler
- Grebe, Hans (1913–1999), deutscher Internist, Rassenhygieniker und Sportarzt
- Grebe, Heinrich (1831–1903), deutscher Geologe
- Grebe, John J. (1900–1984), deutsch-amerikanischer Physiker
- Grebe, Konrad (1907–1972), deutscher Steiger und Erfinder
- Grebe, Leonhard (1883–1967), deutscher Physiker
- Grebe, Louis Ferdinand (1811–1886), deutscher Forstbeamter
- Grebe, Peter (1896–1962), deutscher katholischer Priester und NS-Justizopfer
- Grebe, Rainald (* 1971), deutscher Liedermacher und KabarettistRainald Grebe (* 1971)

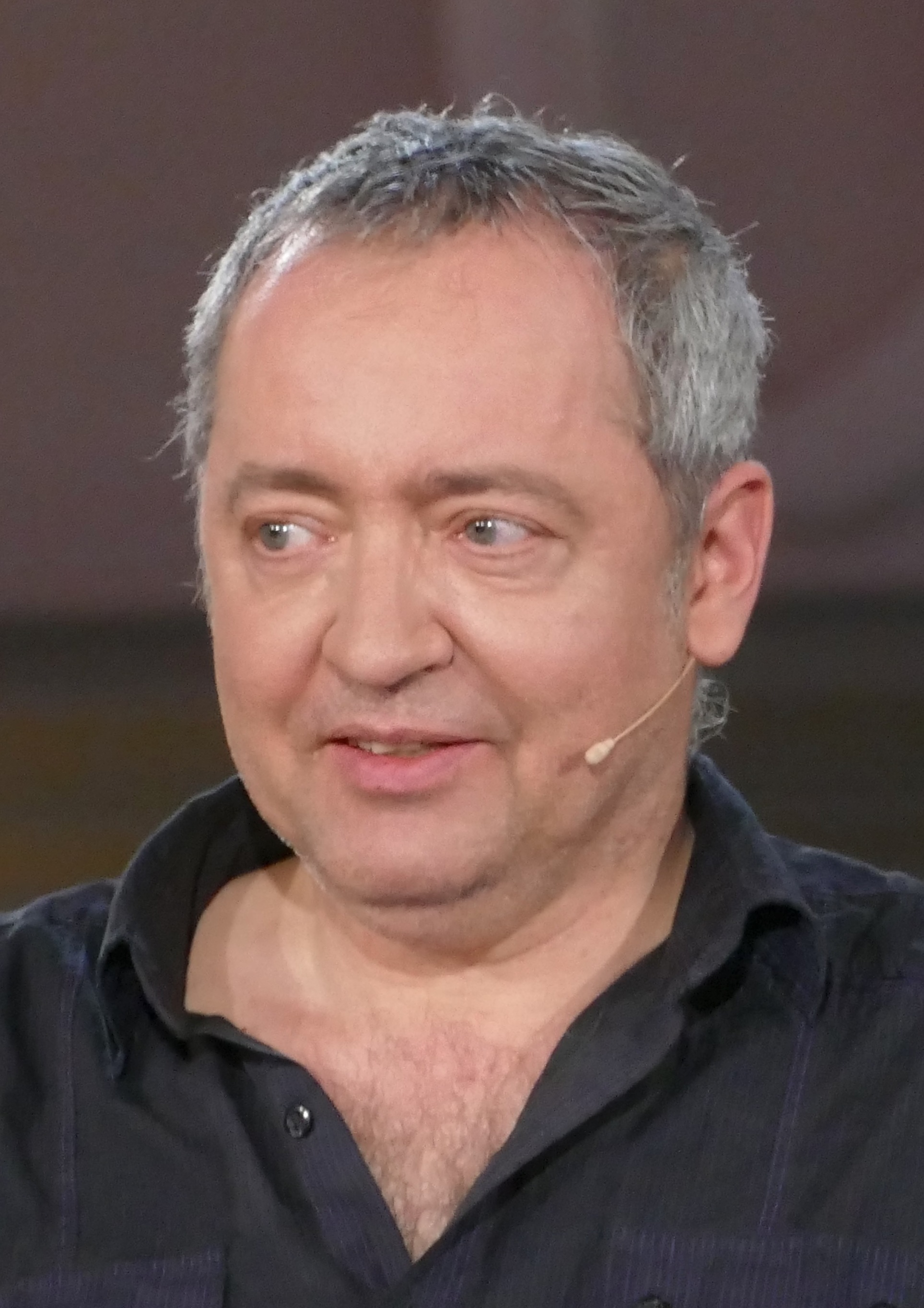
Rainald Grebe (* 1971)

- Grebe, Sabine (1959–2009), deutsche Altphilologin
- Grebe, Stephanie (* 1987), deutsche Tischtennisspielerin
- Grebe, Werner (* 1935), deutscher Bibliothekar und Hochschullehrer für Bibliotheks- und Informationswesen
- Grebe, Wilhelm (1779–1840), deutscher Politiker
- Grebe, Wilhelm (1805–1879), Landtagsabgeordneter Waldeck
- Grebe, Wilhelm (1933–2019), deutscher Flughafendirektor
- Grebe, Wilhelm Heinrich Bernhard Karl (1817–1872), Landtagsabgeordneter Waldeck
- Grebe, William (1869–1960), US-amerikanischer Fechter
- Grebel, Alexander (1806–1870), deutscher Jurist und Politiker
- Grebel, Eva (* 1966), deutsche Astronomin
- Grebel, Konrad, Mitbegründer der Täuferbewegung
- Grebel, Moritz Wilhelm (1800–1853), deutscher Mathematiker
- Grebenár, Gábor (* 1984), ungarischer Handballspieler
- Grebenc, Jan (* 1992), slowenischer Handballspieler
- Grebenitz, Elias (1627–1689), deutscher evangelischer Theologe und Autor religiöser Werke
- Grebenjak, Gerald (* 1966), österreichischer Politiker (FPK), Landtagsabgeordneter (Kärnten)
- Grebenjuk, Alexander (* 1951), sowjetischer Leichtathlet
- Grebennikov, Jenia (* 1990), französischer Volleyballspieler
- Grebennikow, Wiktor Stepanowitsch (1927–2001), russischer Naturforscher, Entomologe, Naturschützer, Schriftsteller und Buchillustrator
- Grebennikow, Wladimir Alexejewitsch (1932–1992), sowjetisch-russischer Eishockeyspieler
- Grebenschtschikow, Boris Borissowitsch (* 1953), russischer Poet und Musiker
- Grebenschtschikow, Ilja Wassiljewitsch (1887–1953), russischer Chemiker, Physikochemiker und Hochschullehrer
- Grebenščikov, Oleg Sergeevič (1905–1980), russisch-jugoslawischer Balletttänzer, Komponist, Geograph, Geobotaniker, Forstwissenschaftler und Botaniker
- Grebenstein, Georg (1910–1989), deutscher Heimatforscher
- Greber, Adolf (1896–1966), österreichischer Politiker, Landtagsabgeordneter zum Vorarlberger Landtag
- Greber, Christian (* 1972), österreichischer Skirennläufer
- Greber, Conrad (1601–1667), deutscher evangelischer Theologe
- Greber, Erika (1952–2011), deutsche Literaturwissenschaftlerin
- Gréber, Jacques (1882–1962), französischer Landschaftsarchitekt
- Greber, Jakob, deutscher Barockkomponist
- Greber, Jakob (* 1952), österreichischer Politiker (ÖVP), Landtagsabgeordneter zum Vorarlberger Landtag
- Greber, Johannes (1874–1944), deutscher Geistlicher und Politiker (Zentrum), MdRJohannes Greber (1874–1944)

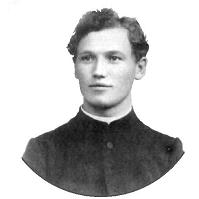
Johannes Greber (1874–1944)

- Grebert, Johannes (* 1966), deutscher Regisseur und Autor
- Grebeschkow, Denis Sergejewitsch (* 1983), russischer Eishockeyspieler, -trainer und -scout

### Grebi
- Grebien, Alois (1879–1950), österreichischer Politiker (SPÖ), Abgeordneter zum Nationalrat
- Grebien, Heike (* 1987), österreichische Politikerin (Grüne), Abgeordnete zum Nationalrat
- Grébille, Mathieu (* 1991), französischer Handballspieler
- Grebing, Helga (1930–2017), deutsche Historikerin und Biografin
- Grebing, Josef Heinrich (1879–1940), deutscher Kaufmann, Art brut-Künstler und NS-Opfer

### Grebl
- Greble, Augusts (1906–1944), lettischer Fußballspieler
- Grebler, Leo (1900–1991), deutschamerikanischer Ökonom
- Grėbliūnas, Maurikijus (* 1966), litauischer Politiker

### Grebm
- Grebmer zu Wolfsthurn, Eduard von (1821–1875), österreichischer Rechtsanwalt und Politiker, Landtagsabgeordneter
- Grebmer zu Wolfsthurn, Johann von (1835–1910), österreichischer Kaufmann und Politiker, Landtagsabgeordneter
- Grebmer, Norbert (1929–1983), österreichischer Künstler (Vorarlberg) und akademischer Maler

### Grebn
- Grebner, David (1655–1737), deutscher Arzt
- Grebner, Franz von (1791–1851), österreichischer Industrieller und Zuckerproduzent
- Grebner, Hannes (1921–1971), deutscher Liedtexter
- Grebner, Hildegard (* 1903), deutsche Filmeditorin
- Grebner, Joseph von (1797–1838), deutscher Tierarzt
- Grebner, Leonhard (1694–1742), deutscher Jesuit und Hochschullehrer
- Grebner, Robert (* 1966), deutscher Informatiker
- Grebner, Thomas (1718–1787), deutscher Jesuit, Philosoph und Kirchenhistoriker
- Grebnew, Maxim Alexejewitsch (* 2002), russischer Tischtennisspieler
- Grebnew, Oleg Gennadijewitsch (* 1968), russischer Handballspieler

### Grebo
- Grebo, Shana (* 2000), französische Leichtathletin
- Grebogi, Celso (* 1947), brasilianischer Physiker
- Grebot, Lionel (* 1978), französischer Biathlet
- Greboval, Théa (* 1997), französische Fußballspielerin

### Grebt
- Grebtschenko, Alexander (* 1975), bulgarischer Komponist

### Grebu
- Grebush, deutscher Sänger und Musikproduzent